# Erikson Lima
Erikson Lima (Zöld-foki Köztársaság, 1995. július 5. –) zöld-foki köztársasági válogatott labdarúgó, posztját tekintve középpályás.

## Pályafutása

### Klubcsapatokban
Lima a Zöld-foki Köztársaság területén született. 
2016-ban mutatkozott be a norvég KFUM Oslo felnőtt keretében. 2017-ben az első osztályú Sarpsborg 08 szerződtette. 2018. február 2-án az Aalesundhoz igazolt. Először a 2018. április 3-ai, Sogndal ellen 0–0-ás döntetlennel zárult mérkőzésen lépett pályára. Első gólját 2018. április 8-án, a Levanger ellen idegenben 2–1-re megnyert találkozón szerezte meg.

### A válogatottban
2021-ben mutatkozott be a zöld-foki köztársasági válogatottban. Először a 2021. október 10-ei, Libéria ellen 1–0-ra megnyert mérkőzésen lépett pályára.

## Statisztikák
2022. november 13. szerint
| Klub         | Szezon   | Osztály     | Bajnokság | Bajnokság | Kupa  | Kupa | Nemzetközi | Nemzetközi | Összesen | Összesen |
| Klub         | Szezon   | Osztály     | Meccs     | Gól       | Meccs | Gól  | Meccs      | Gól        | Meccs    | Gól      |
| ------------ | -------- | ----------- | --------- | --------- | ----- | ---- | ---------- | ---------- | -------- | -------- |
| Sarpsborg 08 | 2017     | Eliteserien | 1         | 0         | 0     | 0    | —          | —          | 1        | 0        |
| Aalesund     | 2018     | OBOS-ligaen | 28        | 1         | 0     | 0    | —          | —          | 28       | 1        |
| Aalesund     | 2019     | OBOS-ligaen | 17        | 0         | 3     | 0    | —          | —          | 20       | 0        |
| Aalesund     | 2020     | Eliteserien | 14        | 0         | 0     | 0    | —          | —          | 14       | 0        |
| Aalesund     | 2021     | OBOS-ligaen | 28        | 0         | 1     | 0    | —          | —          | 29       | 0        |
| Aalesund     | 2022     | Eliteserien | 29        | 2         | 1     | 0    | —          | —          | 30       | 2        |
| Aalesund     | Összesen | Összesen    | 116       | 3         | 5     | 0    | 0          | 0          | 121      | 3        |
| Összesen     | Összesen | Összesen    | 117       | 3         | 5     | 0    | 0          | 0          | 122      | 3        |

### A válogatottban
| Válogatott            | Év       | Pályára lépés | Gól |
| --------------------- | -------- | ------------- | --- |
| Zöld-foki Köztársaság | 2021     | 2             | 0   |
| Zöld-foki Köztársaság | 2022     | 1             | 0   |
| Összesen              | Összesen | 3             | 0   |

## Sikerei, díjai
Sarpsborg 08
- Norvég Kupa
  - Döntős (1): 2017

Aalesund
- OBOS-ligaen
  - Feljutó (2): 2019, 2021